# Eli Marsden Wilson
Pour les articles homonymes, voir Marsden et Wilson.
Eli Marsden Wilson dit aussi E. Marsden Wilson (1877-1965) est un peintre et graveur britannique. 

## Biographie
Eli Marsden Wilson est né le 24 juin 1877 à Ossett dans le Yorkshire de l'Ouest. Il est le seul fils d'Alfred Wilson, contremaître de chantier, et d'Emma Marsden, qui eurent par ailleurs cinq filles.
Il commence ses études au Wakefield College of Art, puis intègre très jeune le Royal College of Art à Londres dans la classe du graveur Frank Short. Il expose pour la première fois à la Royal Academy, une eau-forte intitulée Ossett Market (1905), qui représente une vue du marché de sa ville natale.
À Londres, il s'installe dans le quartier de Chelsea, puis déménage à Acton.
En 1905, il épouse Hilda Mary Pemberton (née en 1871), la fille de l'ingénieur civil Frederick Blake Pemberton.
En 1907, il est élu membre associé de la Royal Society of Painters, Etchers and Engravers.
Quaker, végétarien et pacifiste, il est, durant la Première Guerre mondiale, objecteur de conscience, et endure, en 1917-1918, deux ans d'emprisonnement.
En septembre 1922, la princesse Marie-Louise de Windsor (1872-1956) lui commande une série de pointes-sèches miniatures destinées à la maison de poupée (palais de Windsor) de la reine Mary, l'épouse du roi George V. 
Fin des années 1920, il compose quatre frises peintes sur panneaux représentant l'Angleterre aux temps préhistoriques : elles peuvent être vues dans la section géologie du musée d'histoire naturelle de Londres. Le musée possède aussi d'autres huiles sur toile, Scene in Wealden Times et deux versions de Nant Ffrancon Valley, North Wales.
Le couple achète un cottage à Blewbury dans le Berkshire (désormais le Oxfordshire).
Hilda meurt en 1957 et Mary Cockburn, une ancienne élève, devient la compagne de Wilson.
Il meurt à son domicile, au 9 Faraday Road (Acton, Londres), le 13 novembre 1965, et est incinéré au Mortlake Crematorium (en) (Kew), le 19 novembre.